# Carview!
carview!（カービュー）は、LINEヤフー株式会社が運営する自動車・バイクの総合情報サイト。
かつては子会社の株式会社カービューとヤフー株式会社が共同運営していたが、2022年7月1日付でヤフー株式会社が株式会社カービューを吸収合併、以降はヤフー株式会社が単独で運営していた。
2023年10月1日付けで、運営会社であったヤフー株式会社はLINE株式会社と統合し、LINEヤフー株式会社となった。

## 概要
carview!は自動車関連ニュース、著名ジャーナリストを起用した記事、自動車カタログ情報、中古車情報、車買取情報、同社クルマSNSサイト「みんカラ」とのユーザーレビューの連携等、クルマに関するあらゆる情報を扱う総合情報サイトである。

### 利用者数
2021年6月 - 2022年1月までの3か月間の平均値
- 月間ページビュー数：約1億3000万 PV
- 月間ユニークブラウザー数：約950万 UB

### 特徴
- カーライフのニュースから車購入時の意思決定になる情報まで幅広い情報を掲載（車関連イベント情報お出かけ周辺情報、新車ニュース パーツ情報、車買取・マイカーローン、中古車情報）
- 同社が運営するクルマ自動車SNS「みんカラ」と連携しており、投稿された車種別の口コミをcarview!でも見ることができる。
- 記事はcarview!編集局によるオリジナル記事の他に、レスポンス、ベストカーWeb、WEB CARTOP、くるまのニュース、などのニュースを扱っている。
- 「Yahoo! JAPAN ID」にユーザーのクルマ情報を連携させることにより、ユーザーのクルマに適した「ヤフオク!」のパーツ情報や、クルマに関するニュース配信などが提供される。
- 「Yahoo! JAPAN ID」を持つユーザーは、ニュース記事にコメントを投稿することができる。また、各コメントへの返信や、賛否（そう思う、そう思わない）を投票することもできる[4]。

## 沿革
- 1999年11月 - 株式会社カービューが自動車総合サイトcarpoint.ne.jp（のちの「carview.co.jp」）の運営を開始[5]。
- 2013年6月 - ヤフー株式会社と株式会社カービューは、Yahoo! JAPANが運営する「Yahoo!自動車」と株式会社カービューが運営する「carview.co.jp」の2つの自動車情報サイトを統合し、両社連携の下、日本最大級のカーライフ総合情報サービス「carview!」（カービュー）を公開[6][7]。
- 2015年
  - 6月 - ニュース記事に対してコメントを投稿できる機能が追加される[4][8]。
  - 9月 - 東京モーターショー2015の事前特集ページがリリース[9]。
- 2016年
  - 1月 - 東京オートサロン2016の特集ページが開設。出展車両やイメージキャラクターの撮影には、ヤフー株式会社が開発した「擬似3D画像」の新技術が用いられた[10]。
  - 4月 - 株式会社バイクブロスと提携し、「バイクニュース」の配信と「バイク買取一括査定サービス」が開始される[11]。
  - 5月 - スマートフォン向けブランド広告の提供が開始される[12]。
- 2017年
  - 1月 - 東京オートサロン2017の特集ページがオープン[13]。
  - 10月 - 東京モーターショー2017の特集ページがオープン[14]。
- 2018年1月 - 東京オートサロン2018の特集ページがオープン[15]。
- 2019年1月31日 - ヤフー株式会社と連携し、ユーザーのクルマに適した情報を提供すべく、ヤフー株式会社の「Yahoo! JAPAN ID」に、ユーザーのクルマ情報を新たに連携させる新機能「マイカーページ」をリリース[16][17]。
- 2022年7月1日 - ヤフー株式会社が株式会社カービューを吸収合併。カービューが提供中のサービス名やサービス内容に変更は無し[18]。
- 2023年10月1日 - 運営会社であったヤフー株式会社はLINE株式会社と統合し、LINEヤフー株式会社となった。

## 提供サービス

### 中古車
株式会社リクルートホールディングスが運営する「カーセンサーnet」から情報提供を受け、中古車の販売情報を掲載している。

### カタログ
車種ごとに歴代モデルやスペック、口コミ、Q&A、相場価格などの情報を掲載している。

### 中古車買取
自動車の一括査定サービス「買取カービュー」を運営する。

### ニュース
自動車に関するニュース（ニューモデル・業界ニュース・カー用品・スポーツ・モーターショー・イベント・ランキング）を掲載している。

### オリジナル記事
自動車に関する編集記事（試乗記・スクープ・フォト・コラム・動画など）を掲載している。「試乗記」では、走行性能やデザイン、最新の安全性能や自動運転技術について、自動車評論家による解説を読む事ができる。

## その他の活動

### 日本カー・オブ・ザ・イヤー
carview!自動車本部の宇田川敦史は、日本カー・オブ・ザ・イヤー実行委員であり、執行役員として10ベストカー投票関係小委員会担当を務めている。

### メディア対抗ロードスター4時間耐久レース[20]
クルマの楽しさを伝えるべく、普段は取材される側のメディア自らチームを組み、マツダ・ロードスターで4時間の耐久レースを行う「メディア対抗ロードスター4時間耐久レース」に2008年から毎年出場している。
carview!自動車本部の宇田川敦史は、メディア対抗ロードスター4時間耐久レースの実行委員を務めている。
2011年には優勝、2013年は2位、2017年は5位に入賞した。